# Gilles-Joseph de Boussu
Pour les articles homonymes, voir de Boussu.
Gilles-Joseph de Boussu est un historien et littérateur, né à Mons le 13 octobre 1681 et décédé le 9 mai 1755.

## Biographie
Il était licencié en droit, et remplit, en 1714, 1732 et 1737, les fonctions d'échevin de sa ville natale. Il fut député des États du Hainaut et ses lettres de noblesse lui furent octroyées par Charles VI du Saint-Empire le 30 juillet 1717. Il s'adonna d'abord à la littérature et publia plusieurs tragédies en vers d'une conception et d'un style médiocre (dont le culte en Brabant wallon au XVe s.).
C'est par des publications historiques que cet écrivain s'est fait remarquer ; on lui doit notamment : Histoire de la ville de Mons, publiée en 1725, avec une suite jusqu'en 1754 ; Histoire admirable de Notre-Dame de Wasmes publiée vers 1735, Histoire de la ville de Saint-Ghislain, publiée en 1737 et Histoire de la ville d'Ath, parue en 1750. Ces œuvres restent encore à l’heure actuelle des références historiques.